# Historia de la ciudad de Santa Fe

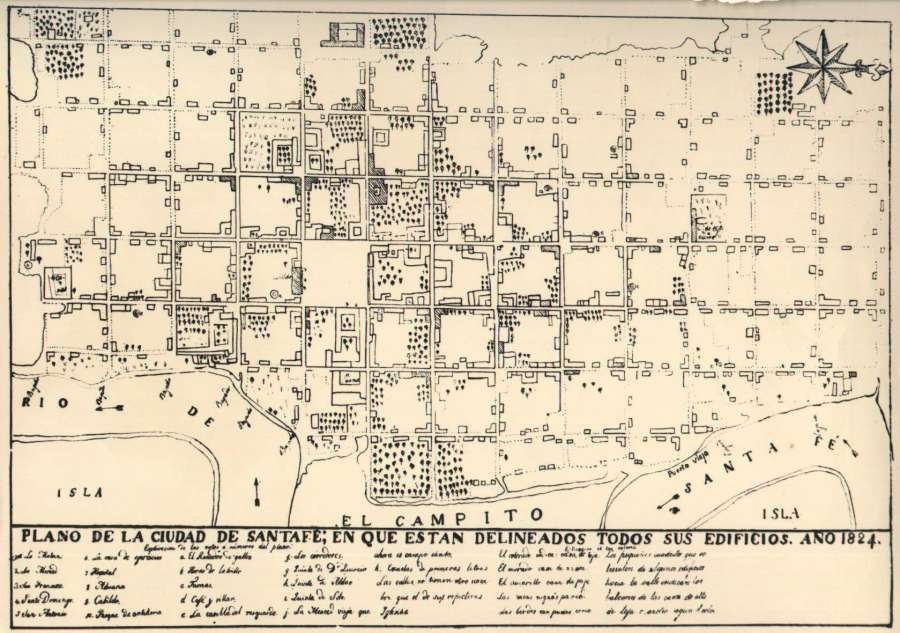
Plano de Santa Fe en 1824.

La ciudad de Santa Fe fue fundada el 15 de noviembre de 1573 por el explorador español Juan de Garay.

## Fundación de Santa Fe y primeros años

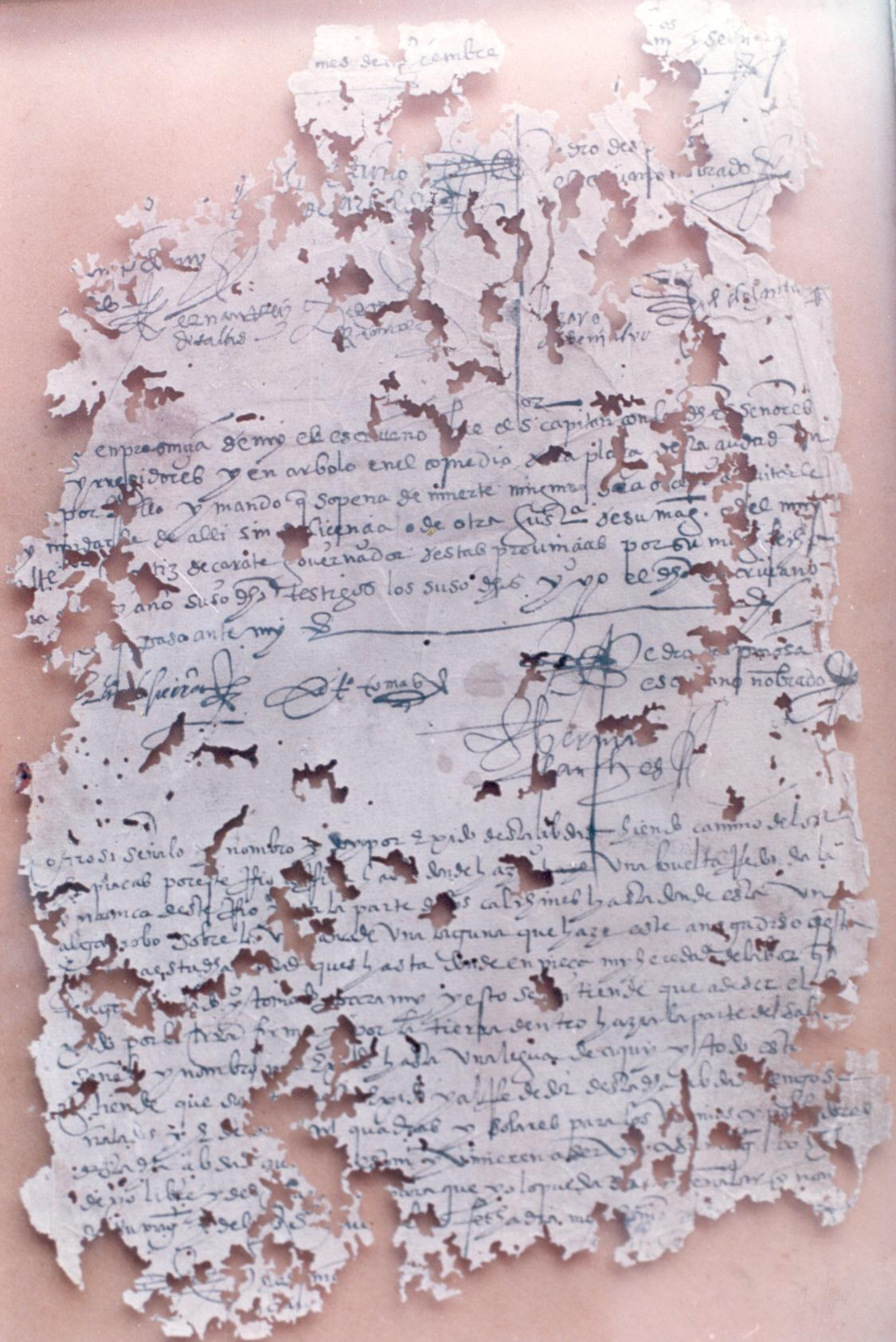
Acta de fundación de Santa Fe.

Por orden del Gobernador del Río de la Plata y del Paraguay, Martín Suárez de Toledo, partiendo de la ciudad de Asunción, Juan de Garay, en su carácter de Capitán y Justicia Mayor en la conquista y población del Brasil y Río de la Plata, fundó la ciudad de Santa Fe el 15 de noviembre de 1573.

“fundo y asento y nombro esta ciudad de Santa Fe, en esta provincia de Calchines y mocoretáes, por parecerme que en ella hay las partes y cosas que conviene para la perpetuación de la dicha ciudad de agua y leñas y pastos, pesquerías y casas y tierras y estancias para los vecinos y moradores de ella y repartirles, como su Majestad lo manda y asiéntola y puéblola con aditamento que a todas las veces que pareciere o se hallare otro asiento más conveniente y provechoso para la perpetuidad, lo pueda hacer de acuerdo y parecer del Cabildo y Justicia que en esta ciudad hubiere, como pareciere que al servicio de Dios y de su Majestad convenga; y porque su Majestad manda a los Gobernadores y Capitanes que así poblaren y fundaren nuevos pueblos y ciudades, les da poder y comisión para que puedan nombrar en su real nombre, Alcaldes y Regidores y para que tengan en justicia y buen gobierno y policía las tales ciudades o pueblos, así yo, en nombre de su Majestad y de dicho Señor Gobernador, nombro y señalo por alcalde a Juan Espinosa y a Ortuño de Arbildo y por Regidores a Benito de Morales Hernando de Salas y a Mateo Gil y a Domingo Ramírez y a Lázaro Beñalvo y a Juan Santa Cruz y así, en nombre de su Majestad v de dicho Señor Gobernador, les doy poder y facultad para que usen y ejerzan los dichos oficios de Alcalde v Regidores en aquellas casas y cosas convenientes a ellos tocantes (…)”
Fragmento del Acta de la fundación de Santa Fe

El Acta de Fundación señala que los límites de su jurisdicción eran:

Otrosí: nombro y señalo por Jurisdicción de esta ciudad por la parte del camino del Paraguay hasta el Cabo de los Anegadizos y chicos y por el río abajo camino de Buenos Aires veinticinco leguas más avaxo de Santi Spiritus, y assia la parte de El Tucuman cinquenta leguas á la tierra adentro desde las Barrancas de este Río y de la otra parte del Paraná otras cinquenta.

De acuerdo al acta, los límites originales llegaban por el norte hasta cerca del arroyo del Rey, por el sur hasta el Pago de los Arroyos (al sur del después del arroyo del Medio), al este hasta el río Corriente y al oeste hasta el Pozo Redondo. 
Garay fue el primer teniente de gobernador de Santa Fe, quedando el territorio instituido como Tenencia de Gobierno de Santa Fe. Los primeros alcaldes del cabildo fueron Juan de Espinosa y Horduño de Arbillo.
El 19 de junio de 1580 sucedió la Revolución de los Siete Jefes, una rebelión provocada por las injusticias en el reparto de las tierras, el descontento y las pretensiones del gobernador de Tucumán Gonzalo de Abreu, las cuales eran ganar territorio para que Tucumán tenga salida al mar a través del río Paraná y pretendían la destitución de Juan de Garay como Teniente y hacerse cargo del gobierno. Los revolucionarios fueron Lázaro de Venialvo, Diego de Leiva, Domingo Romero, Pedro Gallego, Diego Ruiz, Rodrigo de Mosquera y Francisco Villalta. La rebelión terminó con la muerte de algunos de ellos que fueron ajusticiados en la ciudad de Santa Fe y otros, Cristóbal de Arévalo, Rodrigo de Mosquera y Francisco Villalta, lo fueron en Santiago del Estero, a manos del gobernador Hernando de Lerma.

### Traslado de la ciudad

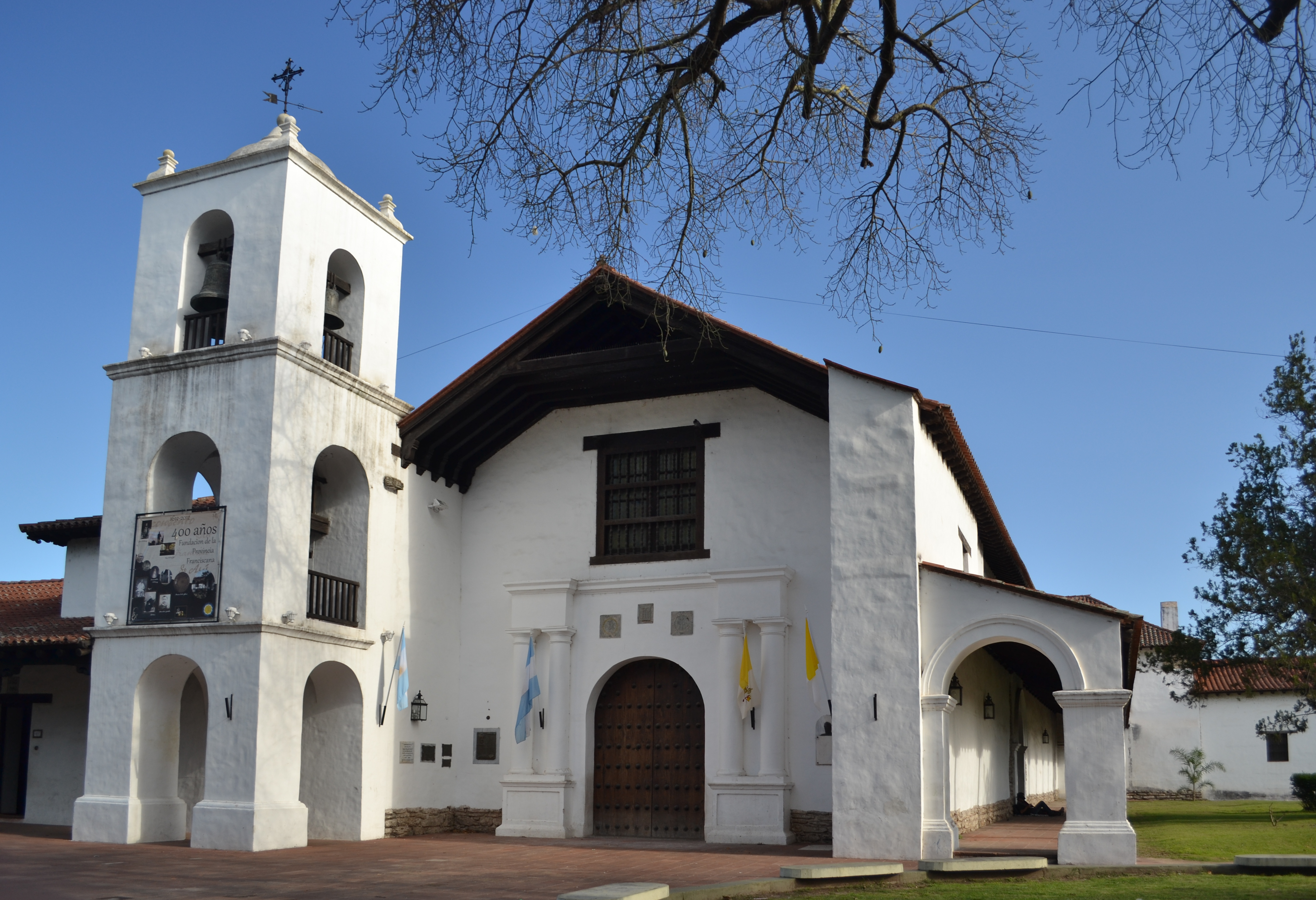
Convento de San Francisco, terminado hacia 1680.

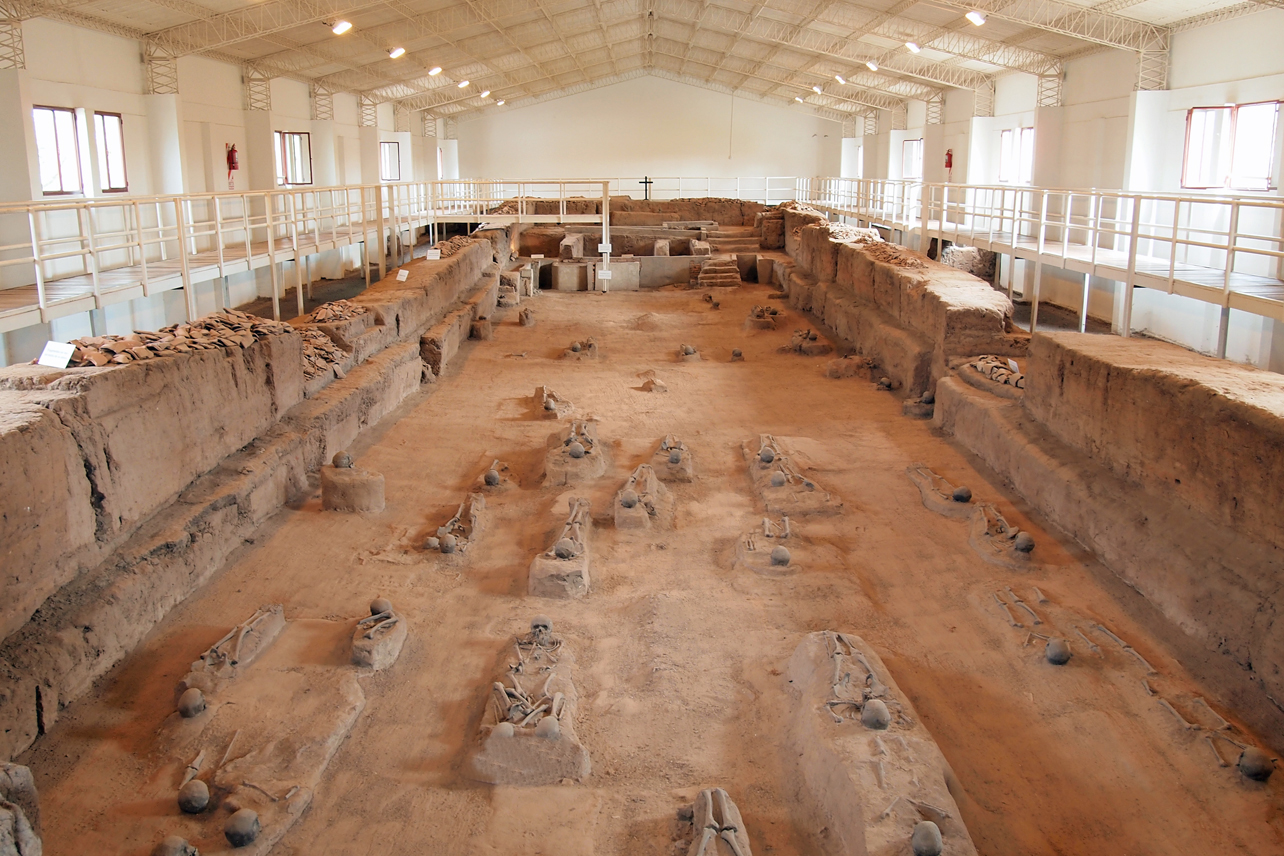
Iglesia de San Francisco en el Sitio Arqueológico "Santa Fe, la vieja". Cayastá. Se observan los restos de los primeros pobladores de Santa Fe que vivieron hace más de 400 años.

En la década de 1620 la ciudad contaba con no más de 150 vecinos, y una población total de unos 1000 habitantes. La ciudad fue trasladada unos 80 km a su actual ubicación entre el 5 de octubre de 1650 y diciembre de 1660. Los motivos tenían que ver con el aislamiento que sufría la zona producto de las crecientes y constante erosión de sus barrancas. También el avance de nuevos grupos indígenas asolaban la región como los guaycurúes. El tiempo, el río y la tierra terminaron sepultando a Santa Fe la Vieja (así llamada históricamente). Estos problemas ya habían sido señalados por un informe de 1780, pero especialmente motivados por las presentaciones hechas al Cabildo por el procurador Juan Gómez Recio en enero de 1655. Diez años duró el traslado de la ciudad, desde 1650 a 1660. El Cabildo y la Iglesia Matriz ya estaban finalizados para entonces, en un pequeño pueblo de 25 casas sin murallas ni fortificaciones.
En el siglo XX, después de 300 años, Agustín Zapata Gollán encontró el lugar exacto de la ciudad original (cuyo registro el cabildo local no había mantenido oportunamente), y se fundó allí un Museo Arqueológico conmemorativo.

## Período colonial
El 31 de diciembre de 1662 al puerto de Santa Fe se le era otorgado el título de "puerto preciso", por real cédula del rey Felipe IV, lo que significaba que todo barco que pasara por río Paraná debía obligadamente hacer escala en Santa Fe. Esto favoreció el comercio local, el crecimiento de la población, entre otros beneficios.
A pesar del traslado, en los siguientes años se seguiría dando ataques por parte de los indígenas de la región, logrando paces inestables por cortos periodos de tiempo. Pasando el año 1700, la miseria era mayúscula, a causa de las múltiples incursiones indígenas; las pestes que sufrían esporádicamente la población, el ganado o la cosecha; el pesado pago de la sisa local y el pago hacía el mantenimiento de las reducciones; y la casi total dependencia hacia Buenos Aires. Sin embargo, una mejora en la situación se vivió a partir de 1733, con la designación de Francisco Javier de Echagüe y Andía como teniente de gobernador hasta su muerte en 1742, y con su sucesor, Francisco Antonio Vera Mujica, que gobernó hasta 1766. Ambos fueron buenos diplomáticos con los indígenas, sabiendo cuando ofrecer la guerra y la paz, además de que consolidaron el territorio de la gobernación, las reducciones, y levantaron levemente la economía local. Vera Mujica se tuvo que enfrentar a la guerra Guaranítica de 1754 y a los diversos enfrentamientos con los portugueses, como la primera y la segunda expedición de Cevallos, enviando en todas hombres, armas y provisiones.
En 1780 el virrey Vértiz le retiró a Santa Fe el título de puerto preciso, y Melchor de Echagüe y Andía cesaría de su cargo de teniente de gobernador en 1786, cambiando la designación a subdelegado de Santa Fe de la intendencia de Buenos Aires. Estos cambios, junto con el recrudecimiento de la guerra contra el indígena, produjeron otra vez una decaída en el sector económico, social y político de la ciudad.

### Proceso de independencia de España

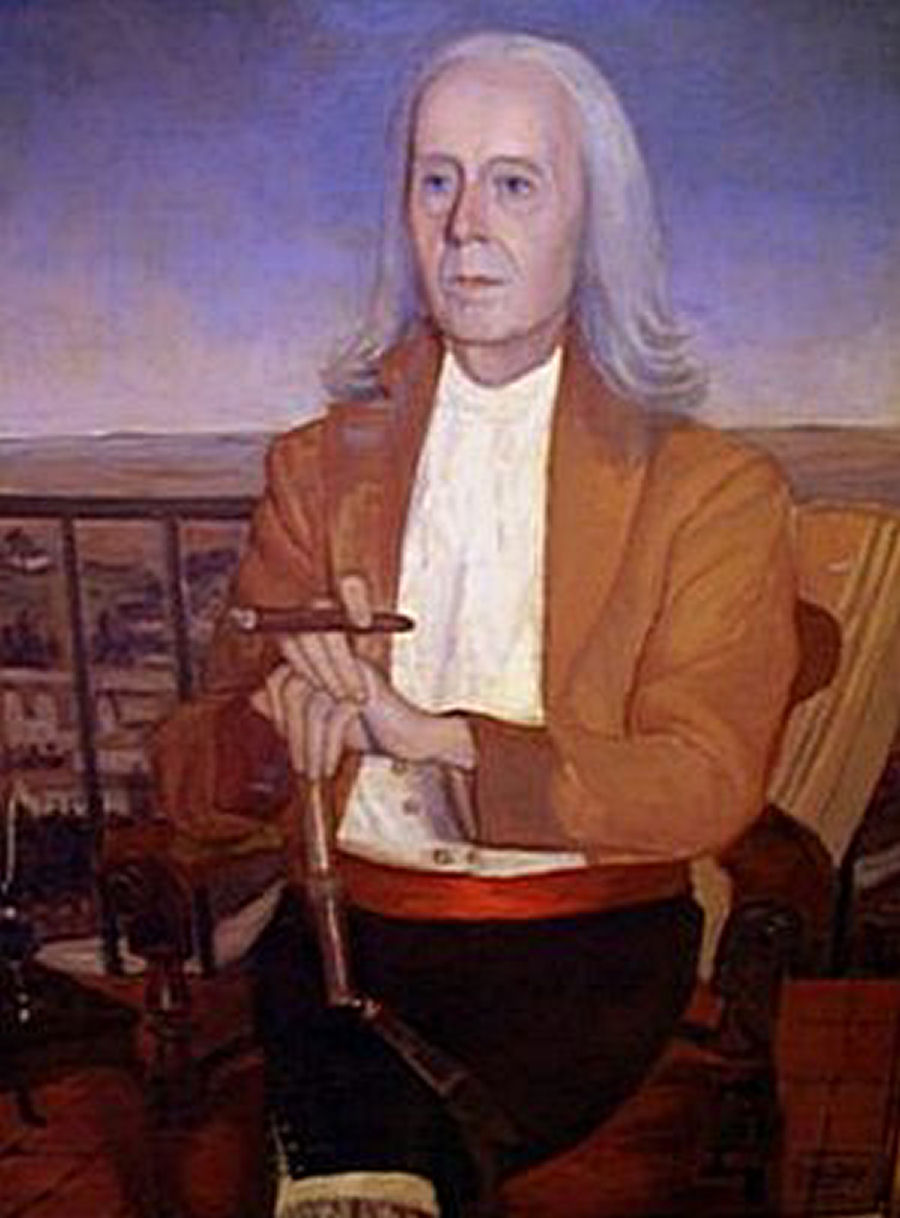
Francisco Candioti, primer gobernador de la Santa Fe autónoma.

Los primeros años del siglo XIX siguieron la tónica de los anteriores. Se sucedieron pestes de escarlatina y de lepra, trece años seguidos de plagas de langostas y una pobreza generalizada, a pesar de lo cual mandaron ayuda en las invasiones inglesas a Buenos Aires. Sin embargo, el descontento se acrecentó debido a las dos contribuciones forzosas al virreinato y el nulo entusiasmo con el que era recibido el nombramiento de Cisneros como virrey, unido al creciente fervor revolucionario. Por 1809, se repartieron panfletos subversivos y se hablaba de una posible conspiración contra el poder colonial, lo cual fue investigado por Cisneros, sin llegar a producir detenidos.
En 1810 sucedía la Revolución de Mayo y la creación del primer gobierno patrio, el cual el Cabildo de Santa Fe aceptaba el nuevo gobierno el 12 de junio y con Juan Francisco Tarragona como diputado de la Junta Grande. Sin embargo, los acuerdos entre Buenos Aires y el virrey Elio, la fuerte centralización y la entrega de territorios hacia los realistas desembocaron en protestas de Santa Fe y un acercamiento progresivo a Artigas y la causa federal. Depuesto el anterior teniente, Prudencio Gastañaduy, la Junta designó al español Manuel Ruiz como su reemplazante, haciendo caso omiso a los pedidos de que fuera el santafesino Francisco Candioti. Al pasar la expedición de Belgrano al Paraguay por Santa Fe, se le dio dinero, al no encontrar Manuel Belgrano los caballos que en teoría debía encontrar ahí, e incluso varios vecinos se sumaron a la operación, entre ellos, Francisco Candioti.
El 24 de marzo de 1815, el último teniente de gobernador de Santa Fe, Eustoquio Díaz Vélez, enfrentado con la ciudad y con la idea de no empezar una guerra civil, decidió abandonarla ante el avance de un ejército artiguista al mando de Manuel Artigas y de Eusebio Hereñú, en el marco de la guerra sostenida por Artigas contra el Directorio. El 31 de marzo el cabildo santafesino nombraría para el cargo de gobernador interino a Francisco Candioti, iniciándose así como provincia autónoma.

## Período de autonomía provincial

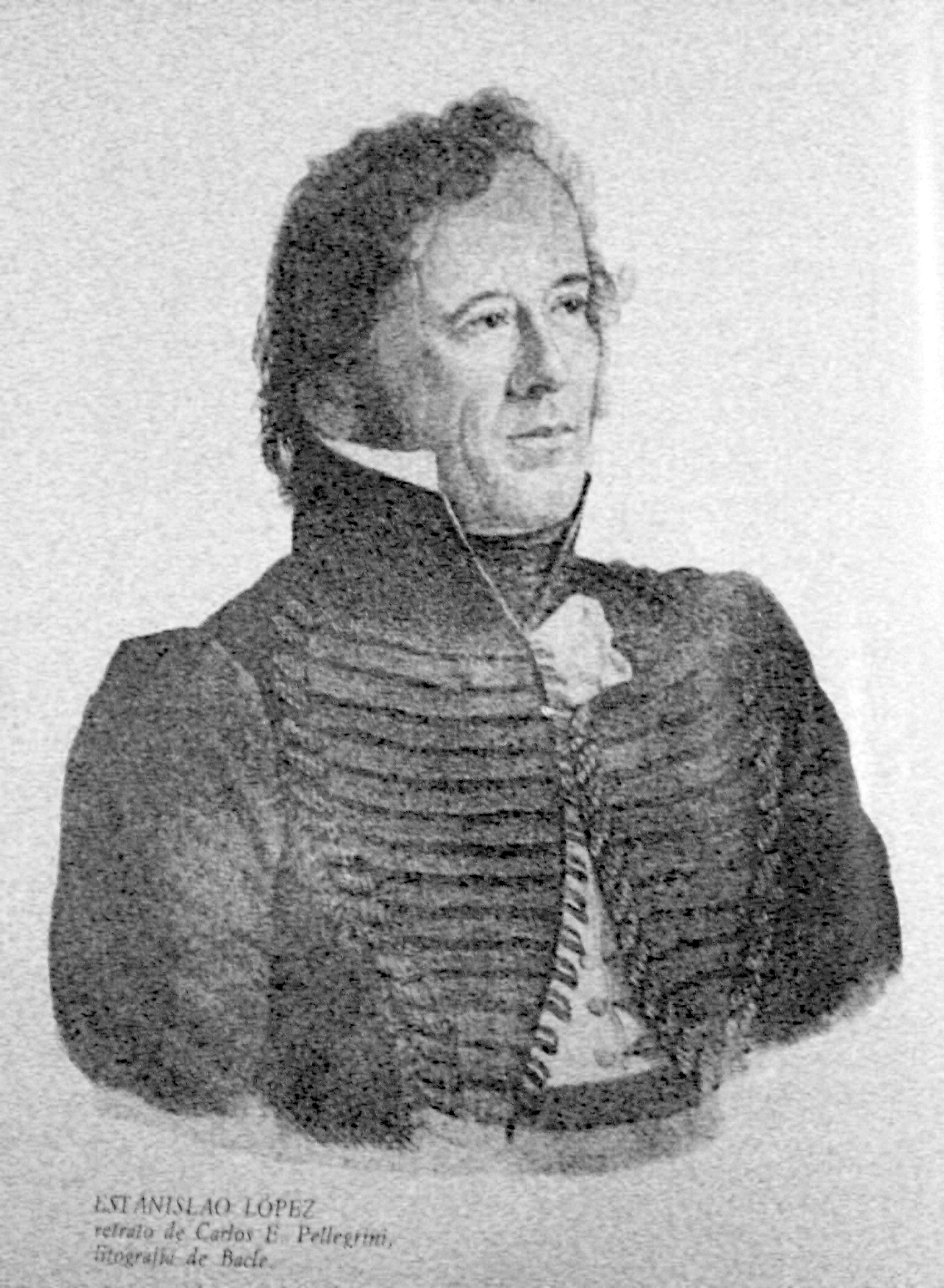
Estanislao López, caudillo santafesino entre 1818 y 1838.

La retirada de Artigas hacía Entre Ríos se produjo en el marco del avance de un ejército unitario porteño que Carlos María de Alvear mandaba contra Santa Fe, pero que se sublevó en Fortezuelas el 3 de abril de 1815, terminando con el derrocamiento del director supremo. En su corto gobierno, Candioti intento apaciguar la frontera con el indígena, creando fortines y mandandoles frailes franciscanos, y envió a Buenos Aires a Mariano Vera para resolver el conflicto. Sin embargo, el director Álvarez Thomas envió un ejército de 3500 hombres, que se trasladó por el río Paraná, bajo el mando del general Juan José Viamonte y que llegaría el 25 de agosto de 1815, dos días antes del fallecimiento de Candioti. Viamonte, junto a Tarragona, gobernaron a través de una Junta, que se superpuso en tareas y obligaciones con el Cabildo, que los rechazó. Desde ese momento se conforman dos bandos, los que apoyan a la Junta, y, por ende, al gobierno porteño; y los que apoyaban al Cabildo y la anterior autonomía.
El 2 de marzo de 1816, la 1.ª Compañía de Blandengues se sublevaba al mando del teniente Estanislao López y del coronel Pedro Lassaga, mientras Mariano Vera, Cosme Maciel y Javier Abálos se escabullían de la ciudad para levantar las milicias locales y abrir paso a una tropa enviada desde Paraná por Artigas al mando de José Francisco Rodríguez, proceso que fue conocido como la sublevación de Añapiré. Coordinados por el Cabildo, se enfrentaron a con las tropas de Viamonte, que se hallaban debilitadas a causa del constante envío de tropas al exterior, resultando muertos 80 hombres de Buenos Aires y otros 80 eran tomados prisioneros. Era la primera vez que Santa Fe se enfrentaba a los porteños por las armas. Terragona había escapado anteriormente, y Viamonte fue arrestado y enviado al campamento de Artigas. Mariano Vera sería elegido gobernador de Santa Fe en las elecciones siguientes. Luego de un período de enfrentamiento, el 9 de abril, Díaz Vélez y Cosme Maciel firman el Pacto de Santo Tomé, en el pueblo homónimo, retirándose Buenos Aires de la provincia.
Siendo las vísperas del Congreso de Tucumán, Santa Fe enviaría a Juan Francisco Seguí como diputado, aunque poco después tendría que retornar a Santa Fe sin cumplir su tarea, y Buenos Aires dejaba sin valides lo estipulado en el pacto de Santo Tomé. En julio de 1816, mientras se declaraba la independencia de Argentina, Díaz Vélez avanzaba por tierra contra Santa Fe, apoyado por una cuadrilla en el río comandada por Matías de Irigoyen. Días Vélez retomaría la ciudad el 25 de julio, ya que Vera, aconsejado por Estanislao López, decidió retirarse con sus fuerzas a las afueras de la ciudad, y hostigo a las fuerzas porteñas los siguientes días. El 30 de agosto, las tropas porteñas se retirarían de la ciudad, luego de un mes de sitio, dejando Vera que se marchen sin detenerlos.
Luego de dos años de gobierno, donde Vera se enfrentó a los indígenas y trato de mantener la neutralidad ante las guerras civiles, el 16 de julio de 1818 fue reelegido gobernador, pero el abandono de sus aliados y el posible enfrentamiento civil, llevó a que el 23 de julio Estanislao López entrara a la capital provincial y asumiera como gobernador de facto, siendo unas semanas más tarde reconocido como titular por el Cabildo. Asumiendo López las funciones de gobernador, el director Pueyrredón, que había dejado en paz a Vera, intento atacar a Santa Fe por dos frentes, uno con un gran ejército desde Buenos Aires, al mando del general Juan Ramón Balcarce, y otro proveniente de Córdoba, al mando del coronel Juan Bautista Bustos. López repelería ambos ataques, con una táctica de ataque y retirada, en Fraile Muerto a Bustos el 8 de noviembre, y, repitiendo la estrategia de 1816, decide retirarse de Santa Fe y empezar una serie de ataques continuos, que finalizan con el repliegue de las tropas de Balcarce a San Nicólas a finales de noviembre de 1818. Hasta allí llegaría una partida santafesina a enfrentarlos.
Sin embargo, en enero de 1819, tropas al mando de Lamadrid y Paz fueron a reforzar el ejército de Bustos, mientras Balcarce era reemplazado por Viamonte. Una vez más, López atacó primero a Bustos, a quien enfrentó en la batalla de La Herradura, que resultó en un empate. Luego, volvería a enfrentar rápidamente a Viamonte, a quien derrota y luego sitiaría en Rosario en marzo de 1819, mientras el general porteño esperaba la ayuda del Ejército del Norte dirigido por Belgrano. A su llegada, lo desgastado que se encontraban ambos bandos, además de la ayuda solicitada por San Martín para el Ejército de los Andes, condujeron a la necesidad de un pacto, que se firmó el 12 de abril en San Lorenzo entre Belgrano y López.
En 1820, López se establecería en Santa Fe, aunque pronto tendría que enfrentar ataques indígenas en el noroeste de la ciudad, Rincón y Coronda, mandando a construir un foso desde la laguna Grande (hoy laguna Setúbal) hasta el río Salado, a modo de defensa.

## sigloXX

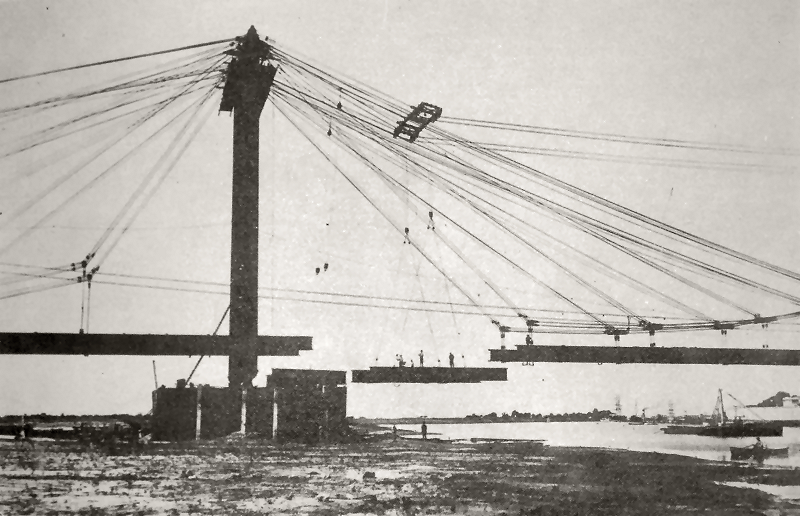
Construcción del Puente Colgante en 1924.

A principios del siglo XX, era indispensable poseer un servicio de agua potable en una ciudad que ya contaba con más de 40 mil personas. Muchos proyectos fueron presentados, y construidos pero no se pudieron realizar. En 1920 comenzó a construirse un puente-acueducto de cemento armado, pero solo pudo terminarse un solo pilotaje, pues las aguas no descendían. Las autoridades nacionales se decidieron a la construcción del puente colgante en 1921, que debería ser mejor pensado que sus predecesores. Fue nombrado como el santafesino Marcial Rafael Candioti, presidente de Obras Sanitarias de la Nación en aquel momento. Este organismo se encargó de dibujar los planos que sirvieron para la licitación del puente en la década del 20. Estos mismos planos fueron utilizados en la reciente reconstrucción del puente colgante.

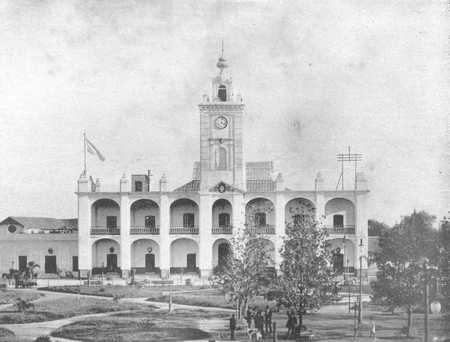
Cabildo de Santa Fe 1876 donde se firmó la Constitución Argentina.

Entre las figuras políticas se recuerda a su caudillo, Brigadier Gral. Estanislao López, jefe de Blandengues durante la colonia, quien tuvo una fuerte participación en la época de Rosas, conocido como el "Patriarca de la Federación". Santa Fe es la cuna de la Constitución de la Nación Argentina de 1853 y sede de la Convención reformadora de 1994. 

## Cuna de la Constitución
Santa Fe es la cuna de la Constitución de la Nación Argentina de 1853 y sede de la Convención reformadora de 1994.
Publica José López Rosas que "A pesar de todos los intentos de Buenos Aires de obstaculizar la obra constitucional del general Urquiza, el 8 de noviembre de 1852, en su carácter de director provisorio de la Confederación, Urquiza da un decreto donde declara que el Congreso General Constituyente será instalado solemnemente en la ciudad de Santa Fe el día 20 de ese mes; estableciendo que dicha fecha será considerada en todas las provincias como “fiesta nacional” , al par que resuelve que el “director provisorio y los diputados al Congreso concurrirán el mismo día 20 aun solemne tedéum en la iglesia matriz de Santa Fe, antes de proceder al acto de instalación”.
Dice Mateo Booz que: "Van entrando los delegados al Cabildo, con sus indumentos de mejor uso, la varita de ébano en las manos enguantadas y los pantalones tirantes con la trabilla. Los representantes se acomodan en los sillones de damasco punzó de la sala alta, frente a la mesa presidencial. Un Cristo extiende los brazos en el testero. En las lisas paredes de ladrillo cocido y cal de Paraná tiene una reverberación violenta la luz que viene del exterior. De la mitad del techo pende un quinqué con una bola de aceite de potro para alimentar los mecheros. Afuera está formada la tropa provincial. Estallan los cohetes y se remonta la vocinglería regocijada del populacho. Desde las torres de las iglesias atalayan unos monagos, esperando la señal de los repiques. El General Urquiza no concurre a la ceremonia: debe detener la invasión de Madariaga y el avance de Hornos, encargados de desbaratar la Convención de Santa Fe.
Don Manuel Leiva y el doctor Juan Francisco Seguí, representan a Santa Fe; Juan María Gutiérrez y José Ruperto Pérez, a Entre Ríos; Juan del Campillo y Santiago Derqui, a Córdoba; José Benjamín Gorostiaga y el presbítero Benjamín Lavaise, a Santiago del Estero; Martín Zapata y Agustín Delgado, a Mendoza; Pedro Díaz Colodrero y Luciano Torrent, a Corrientes; Salvador María del Carril y Ruperto Godoy, a San Juan; Fray José Manuel Pérez y Salustiano Zavalía, a Tucumán; Delfín Huergo y Adeodato de Gondra (sustituido por Juan Llerena), a San Luis; Facundo Zuviría y Eusebio Blanco, a Salta; Pedro Ferré y Pedro Alejandrino Centeno, a Catamarca; Manuel Padilla y José de la Quintana, a Jujuy; y Regis Martínez a La Rioja. Es elegido para presidente el doctor Facundo Zuviría, y en carácter de secretarios el doctor Juan Francisco Seguí y Delfín Huergo.
El 20 de noviembre tiene lugar la solemne instalación del soberano Congreso Constituyente en los altos del Cabildo. La asamblea pasa a designar a la Comisión de negocios constitucionales, encargada de redactar el proyecto de ley fundamental siendo elegidos los diputados Manuel Leiva, Juan María Gutiérrez, Pedro Díaz Colodrero, José Benjamín Gorostiaga y Pedro Ferré.
Por fin, luego de un afanoso bregar, la Comisión de negocios constitucionales da término a su labor, presentando en la sesión del 18 de abril su ansiado proyecto. Inmediatamente se dio lectura al proyecto de Constitución Nacional y al informe respectivo producido por la Comisión de negocios constitucionales.
Así como el Cabildo abierto del 22 de mayo de 1810 representaba la verdadera revolución argentina, su íntima estructura, así también la sesión del día 20 de abril de 1853 es la piedra angular donde descansa la Constitución Nacional. Dos tendencias, dos teorías pugnaban en torno de la sanción de la ley suprema que se presentaba en esa oportunidad a examen de la honorabilidad. En la mayoría de las discusiones dos grupos evidenciaron su ideología, dos sectores arraigados en el pasado histórico argentino, que definían una posición espiritual acorde con las corrientes políticas del momento. Por un lado, la corriente liberal, con Gorostiaga, Seguí, Gutiérrez, Zapata, Huergo y otros, identificados con el pensamiento de aquellos; por otra parte, la tendencia conservadora, con el doctor Zuviría a la cabeza, Pedro Centeno, Manuel Leiva, Fray Manuel Pérez y otros delegados menos apasionados.
El tratamiento de los artículos religiosos motiva en todos los sitios comentarios y discusiones con la ardorosa participación de las mujeres. El doctor Leiva ha querido que se introduzcan en ios textos las profesiones de fe. Es un sacerdote precisamente —el padre Lavaisse, de Santiago del Estero —, quien le ha salido al cruce. Ha sostenido este sacerdote que la
Constitución no puede intervenir en las conciencias, sino regular solamente el culto exterior. Lo que ha producido deplorable efecto es la actitud del doctor José Benjamín Gorostiaga, también de Santiago del Estero, propugnador de la libertad de cultos. Este santiagueño se ha enajenado con la ocurrencia la simpatía de la gente de la ciudad. Ya por ahí lo tildan de hereje y, para conjurarlo, algunos, a su paso, cruzan dos dedos. El doctor Gorostiaga habita en los altos de la alfajorería de Merengo, y noches anteriores le han untado con suciedades el pasamano de su escalera.
El 1 de mayo de 1853, convocados en sesión extraordinaria los señores diputados, luego de aprobar las actas pendientes de reuniones anteriores, se procedió a la lectura de la Constitución Nacional en su texto definitivo, a fin de asegurar la redacción dada a las reformas parciales producidas durante los diversos debates. A propuesta del diputado Gorostiaga fueron firmando los señores constituyentes por el orden alfabético de las provincias, el texto constitucional.
La firma de la Constitución provocó singular alborozo en toda la Nación. En Santa Fe, ese mismo día, don Domingo Crespo, su gobernador, organizaba una recepción en honor de los constituyentes. Para el 25 de mayo, queriendo festejar dignamente ambos acontecimientos, donó la suma de veinticinco pesos y una barrica de cerveza al Club del Orden, para contribuir al baile que la recién fundada institución (la primera del país junto al Club Progreso de Bs As.) daba en honor de los constituyentes.

## Pactos y tratados
- Tratado del Cuadrilátero (25 de enero de 1822), llamado así por ser cuatro las provincias signatarias: Buenos Aires, Corrientes, Entre Ríos y Santa Fe. Por él juran acudir en defensa del honor e integridad de la Nación ante cualquier invasor extranjero.
- Tratado de Auxilio con Montevideo (13 de marzo de 1823), firmado entre Santa Fe y el Cabildo de Montevideo, donde la primera se compromete a emplear todo su poder para libertar a la Banda Oriental del intruso Emperador Pedro I.
- Tratado de Alianza con Corrientes (23 de febrero de 1830) firmado como paso previo a una alianza ofensiva-defensiva entre las cuatro provincias del Litoral.
- Pacto Federal (4 de enero de 1831), tratado definitivo de alianza ofensiva-defensiva entre Buenos Aires, Santa Fe y

. Corrientes adhirió el 29 de septiembre del mismo año.

## Descubrimiento de las ruinas de Santa Fe
Las ruinas de ciudad de Santa Fe la Vieja son un complejo digno de visitar, con un museo de más de 2 km² donde se han restaurado varias de las construcciones originales.
En 1796, Félix de Azara señalaba en su mapa que Santa Fe la Vieja se fundó en el sitio que hoy tiene el pueblo de Cayastá. Ello dio lugar a discusiones, por la cantidad de lugares y asentamientos que se planteaban.
El topónimo Cayastá había sufrido varios desplazamientos: en 1607 se conocía una reducción de los Cayastá, e incluso una estancia de Cayastá. Pero el primitivo Cayastá se funda en 1750 y es una reducción de indios, a orillas del Saladillo Amargo. En 1764 se traslada la reducción con el nombre de Cayastá Chico, o Cayastacito, al sitio que actualmente lleva ese nombre. Y en 1794, se trasladó al sitio del actual pueblo y colonia Cayastá en la margen derecha de un brazo del Paraná que llevaba el nombre de Río del Pueblo Viejo.
El Dr. Agustín Zapata Gollán comenzó a trabajar en 1949 en Cayastá. Había confeccionado un proyecto que fue aprobado por la Legislatura de la provincia de Santa Fe el año anterior, con el fin de establecer definitivamente el lugar de la fundación.
Se sabía por tradición que la primera ciudad de Santa Fe fundada por Juan de Garay estuvo en Cayastá, pero no se sabía con certeza el lugar. Los colonos de la Colonia Cayastá, fundada hacía 100 años, llamaban a un lugar al sur del poblado Santa Fe Viejo.
El terreno del hoy parque arqueológico, pertenecía a Mauricio Silvano Richard y su esposa Carmen Ana Yossen, ambos hijos de primeros colonos de Cayastá. Cuando se descubrieron las ruinas el gobierno provincial les expropio las tierras, dándole una mínima compensación monetaria.
Una serie de visitas y algunos sondeos le llevaron de inmediato a la convicción de que ahí habían existido algunas construcciones del período hispánico. En julio de 1949 inició los trabajos comenzando por una loma donde se habían colocado las placas en homenaje al fundador. 
El resultado de la primera excavación fue el descubrimiento de escombros formados por el derrumbe de un techo de teja que cubría algunos fragmentos de muro de tapia y los cimientos, también de tapia, de un recinto de 38,4 m x 8,2 m de norte a sur, dentro del cual la exploración puso de manifiesto una serie de sepulcros con restos humanos en distintos grados de conservación. Zapata Gollán supuso que podría ser la iglesia de San Francisco, pues la existencia de sepulcros dentro de su recinto demostraban inequívocamente que eran los restos de una iglesia.
Mientras sucesivas excavaciones exhumaban las ruinas de las casas vecinas, tomando como punto de partida los muros del lado oeste de la iglesia, midió hacia el oeste dos cuadras con sus calles respectivas, y luego una cuadra hacia el norte, con el mismo rumbo y las mismas medidas de las calles y manzanas del barrio viejo de la actual Santa Fe, y aparecieron las ruinas de las otras iglesias.
La ubicación de las tres iglesias encontradas, San Francisco, Santo Domingo y La Merced, coincidía con las de la ciudad trasladada. Con el mismo procedimiento, fueron ubicadas las ruinas del Cabildo y la Casa de Gobierno, y otras edificaciones.
Entre los sepulcros identificados en la iglesia de San Francisco, se encuentran los del primer gobernador criollo del Río de la Plata Hernandarias de Saavedra, y su esposa, Jerónima de Contreras, y los del Capitán Alonso Fernández Montiel y su hija. 
Entre las ruinas se han encontrado gran cantidad de piezas que corresponden a una ciudad hispano-americana: ladrillos, tinajas, cerámica Talavera de la Reina, cerámica vidriada, cerámica indígena, campanas de bronce, herramientas, estribos, candados y espuelas de hierro, eslabones de cadenas, clavos y regatones, monedas, etc.
En junio de 1950, el Dr. Zapata Gollán invitó a la Academia Nacional de la Historia a pronunciarse definitivamente sobre la autenticidad de sus descubrimientos. Al año siguiente, la institución enviaba al Dr. Raúl A. Molina y el R.P. Guillermo Furlong Cardiff, quienes visitaron las ruinas en 1952 y elevaron un detallado informe que les fue aprobado gracias a los planos, fotografías y croquis que demostraban fehacientemente la autenticidad de los hallazgos como pertenecientes a la antigua Santa Fe, fundada por Garay en 1573.
El 25 de marzo de 1957, las ruinas de Cayastá fueron declaradas "Monumento Histórico Nacional".
Desde 1973 funciona allí el "Museo del Descubrimiento y Población del Río de la Plata" que depende del Museo Etnográfico de la actual ciudad de Santa Fe.

## La inundación del 2003
El 29 de abril de 2003, el río Salado, que desemboca en el río Paraná, cerca de Santa Fe, subió casi 2 metros (6,5 pies) en unas pocas horas después de fuertes lluvias, y provocó una inundación catastrófica.

Desde el jueves 24 de abril se advierte que una masa hídrica de enorme densidad avanzaba hacia la ciudad. Había tiempo suficiente para reforzar las defensas y hasta poner en marcha un programa de evacuaciones preventivas que habría evitado esta situación que viven los damnificados. En las últimas décadas desaparecieron los organismos que estudiaban el comportamiento del Río Salado por lo que hoy carecemos de elementos técnicos para hacer un estudio serio y lamentablemente, tengo que decir que casi tocamos de oído.
Enrique Rodríguez, director del Centro de Información Meteorológica de la Facultad de Ingeniería y Ciencias Hídricas de la Universidad Nacional del Litoral.

Alrededor de 30 personas murieron por la inundación y cerca de 50.000 personas tuvieron que ser evacuadas, y grandes sectores de la ciudad permanecieron bajo el agua hasta más de una semana después.